# Cesare Bozzetti
Cesare Bozzetti (Cremona, 9 luglio 1925 – Pavia, 9 gennaio 1999) è stato un filologo e critico letterario italiano.
Grande specialista della lirica del Quattro/Cinquecento e profondo conoscitore della relativa tradizione manoscritta (anche miscellanea) e a stampa, fu professore ordinario dell'Università degli Studi di Pavia. 
Ne ha scritto Cesare Segre: “[…] il meglio di Bozzetti sta nelle ombrose intercapedini tra un’opera e l’altra. Nato ottocentista, si concentrò progressivamente sulla poesia italiana del Quattro e Cinquecento, studiando a fondo, e nei rapporti reciproci, una massa di codici che nessuno aveva mai esplorato sistematicamente. Mise sulla traccia dei problemi via via individuati i migliori allievi, costituendo una ideale équipe che ha poi analizzato autori e testi incomprensibilmente trascurati, individuato modi e forme di un’attività poetica in buona parte dimenticata. Perché Bozzetti è stato soprattutto maestro. […]”.

## Biografia
Si iscrisse alla Facoltà di Lettere dell’Università di Pavia nel 1943 ma fu chiamato alle armi nel dicembre dello stesso anno. Disertò il 27 maggio 1944 e si unì a bande partigiane operanti nella zona di Intra e poi in Val Seriana.  Dopo la Liberazione completò gli studi a Pavia con Luigi Fassò, frequentando nel biennio 1948/1949 la Scuola Normale Superiore di Pisa come assegnatario di un posto di reciprocità col Collegio Ghislieri di Pavia.
Dal'anno accademico 1949/50 fu assistente di ruolo di Letteratura Italiana (con Lanfranco Caretti dal 1952); dal 1960/61 libero docente, incaricato dal 1966 di Filologia Italiana. Diventò ordinario alla fine degli anni ’70. Con Maria Corti, Dante Isella, Franco Gavazzeni, Angelo Stella, Cesare Segre e, in seguito, Antonia Tissoni Benvenuti e Luciano Gargan, contribuì a dar vita a quella “scuola pavese” ispirata al magistero filologico di Gianfranco Contini e a quello storico-letterario di Carlo Dionisotti.
Con Domenico De Robertis, Dante Isella, Pier Vincenzo Mengaldo, Ezio Raimondi  fondò e diresse la collana Testi e strumenti di filologia italiana pubblicata dalla Fondazione Arnoldo e Alberto Mondadori.
Fece da relatore a Flavio Santi.

## Opere principali
- La poetica tragica del Nievo in “Studia Ghisleriana”, Serie II, vol. I (1950)
- Le «Confessioni» di Ippolito Nievo e la critica in «Studi Urbinati» XXVII, 1 (1953).
- Ambiente e paesaggio nelle «Confessioni» di Ippolito Nievo in «Saggi di umanismo cristiano», 3 (1953).
- Storia interna del canto decimo dell’«Inferno» in “Studia Ghisleriana”, Serie II, vol. II (1957).
- La formazione del Nievo, Liviana, Padova, 1959.
- Il teatro del secondo Ottocento; a cura di Cesare Bozzetti, Torino, Utet, 1959.
- Testo e tradizione del Rinaldo in “Studi tassiani”, 11 (1961).
- Vittorio Alfieri, Rime; a cura di Rosolino Guastalla; nuova presentazione di Cesare Bozzetti, Firenze, Sansoni, [1963].
- Il testo di  «Qual su le Cinzie cime» e i manoscritti che ce lo hanno conservato in “Studia Ghisleriana” Serie speciale per il IV centenario del Collegio Ghislieri in Pavia. Studi letterari (1967).
- Venticinque rime di Galeazzo di Tarsia; saggio di un'edizione critica del Canzoniere, Università di Pavia, Istituto di Letteratura Italiana, Pavia, 1978.
- Galeazzo di Tarsia, Rime; edizione critica a cura di Cesare Bozzetti, Milano, Fondazione Mondadori, 1980.
- Claudio Monteverdi, Madrigali a cinque voci. Libro quinto; edizione critica a cura di Maria Caraci, Cremona, Athenaeum Cremonense, 1984. (Testi poetici a cura di Cesare Bozzetti).
- Notizie sulle Rime dell'Ariosto in Studi di filologia e critica offerti dagli allievi a Lanfranco Caretti,  Roma, Salerno, 1985.
- Veronica Gambara e la poesia del suo tempo nell'Italia settentrionale: atti del Convegno, Brescia-Correggio, 17-19 ottobre 1985; a cura di Cesare Bozzetti, Pietro Gibellini, Ennio Sandal, Firenze, L. S. Olschki, 1989.
- Un madrigale adespoto ed inedito e una canzone di dubbia attribuzione in Operosa parva offerto a Gianni Antonini, Verona, Valdonega, 1996.
- Note per un’edizione critica del «Canzoniere» di Jacopo Sannazaro in “Studi di Filologia Italiana”, 55 (1997).
- Le rime di Ludovico Ariosto secondo il codice Rossiano (Vat. Ross. 639) nell’edizione e col commento ai testi I-XX di Cesare Bozzetti in Fra satire e rime ariostesche, a cura di Claudia Berra, Quaderni di Acme, 43 (2000). (Contributo postumo, a cura di Claudio Vela).